# Riuler de Oliveira Faustino
Riuler de Oliveira Faustino (* 25. Januar 1998 in Bastos, Brasilien; † 23. November 2021 in Hiratsuka, Japan), auch einfach nur Riuler genannt, war ein brasilianischer Fußballspieler.

## Karriere

### Verein
Riuler de Oliveira Faustino erlernte das Fußballspielen in den brasilianischen Jugendmannschaften von Coritiba FC, Athletico Paranaense und Internacional Porto Alegre. 2019 ging er nach Asien. Hier unterschrieb er in Japan einen Vertrag beim J.FC Miyazaki. Der Verein aus Miyazaki spielte in der fünften japanischen Liga, der Kyushu Soccer League. 2020 unterschrieb er einen Vertrag beim Erstligisten Shonan Bellmare in Hiratsuka. Von hier aus wurde er direkt an den FC Osaka ausgeliehen. Der Verein aus Osaka spielte in der vierten Liga, der Japan Football League. Hier absolvierte er fünf Spiele. Ende Oktober 2020 kehrte er nach der Ausleihe zu Shonan zurück. Sein Erstligadebüt gab er am 21. November 2020 im Auswärtsspiel gegen Nagoya Grampus. Hier wurde er in der 86. Minute für Kōki Tachi eingewechselt.

### Nationalmannschaft
Riuler de Oliveira Faustino spielte beim Gewinn der U-17-Südamerikameisterschaft 2015 siebenmal in der brasilianischen U17-Nationalmannschaft.

## Tod
Riuler de Oliveira Faustino erlag im November 2021 im Alter von 23 Jahren einem Herzinfarkt.

## Erfolge
- U-17-Fußball-Südamerikameisterschaft: 2015